# 2000年夏季残疾人奥林匹克运动会立陶宛代表团
2000年夏季残疾人奥林匹克运动会立陶宛代表团是立陶宛派出的2000年夏季残疾人奥林匹克运动会代表团。获得2枚银牌和1枚铜牌。